# 左元镇
左元镇，直隶河间（今河北河间）人，是一名清朝政治人物。
左元镇曾于1798年接替靳金鼐任金山县知县一职，1798年由李擎接任。